# Andalgalornis
Az Andalgalornis a madarak (Aves) osztályának kígyászdarualakúak (Cariamiformes) rendjébe, ezen belül a fosszilis gyilokmadarak (Phorusrhacidae) családjába tartozó faj.

## Életmód
Röpképtelen ragadozó életmódú óriásmadarak voltak, amelyek a harmadidőszakban során alakultak ki Dél-Amerikában. Prédái nálánál kisebb emlősök és hüllők lehettek, amelyeket üldözéssel fogott el, majd csőrével és lábujjainak karmai segítségével darabolta fel őket.

## Előfordulás
Dél-Amerika füves térségein éltek. Körülbelül embermagasságúak és -tömegűek voltak, erőteljes lábakkal, csökevényes szárnyakkal és akkora fejjel, mint a mai lovaké, amely horgas csőrben végződött. Prédái nálánál kisebb emlősök és hüllők lehettek, amelyeket üldözéssel fogott el, majd csőrével és lábujjainak karmai segítségével darabolta fel őket.

## Kihalás

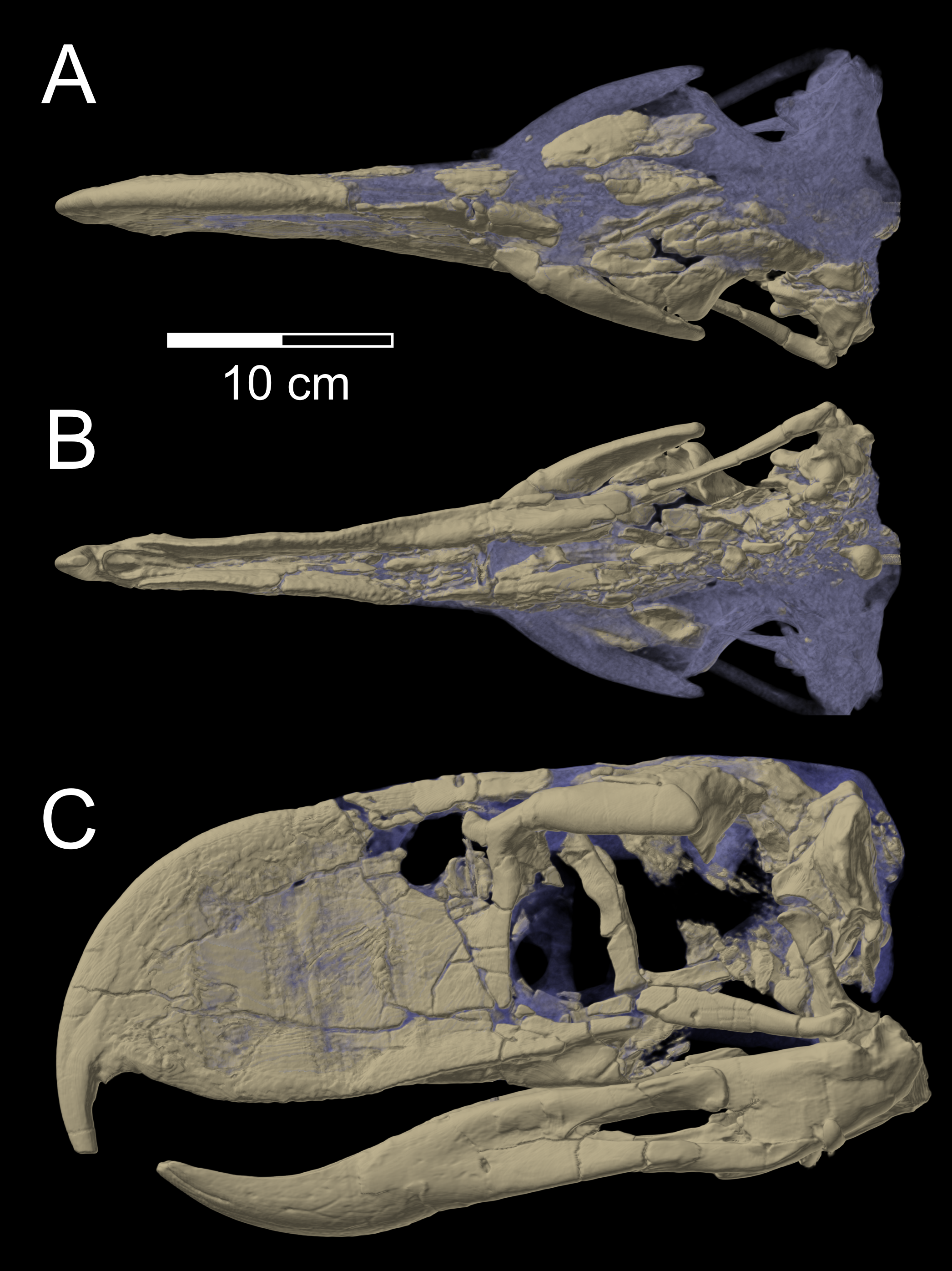
Az Andalgalornis ferox koponyája

Dél-Amerikában ekkoriban nem éltek nagy testű ragadozó emlősök, ezért fejlődhettek ki ilyen jellegű madarak. Az Andalgalornis nem fajai a felső miocén és az alsó pliocén során élte virágkorát.
Kihalásukat valószínűleg a nagy testű ragadozó emlősök felbukkanása és elterjedése okozhatta a Panama-földhíd kialakulása után (kb. 3 millió éve, a középső pliocén idején). Az első indiánok megérkezésekor tehát már bizonyosan nem éltek.